# Makalea
Makalea est une petite ville du Togo située dans la Préfecture de Bassar, dans la région de la Kara

## Géographie
Makalea est situé à environ 78 km de Kara.

## Vie économique
- Coopérative paysanne

## Lieux publics
- École professionnelle